# Nicrophorinae
Nicrophorinae je podčeleď brouků, kterým se obecně říká hrobaříci nebo mrchožrouti. Je v ní 65 druhů žijících a tři fosilní.
Obsahuje jediný rod Nicrophorus.